# Chaitophorus remaudierei
Chaitophorus remaudierei är en insektsart. Chaitophorus remaudierei ingår i släktet Chaitophorus och familjen långrörsbladlöss. Inga underarter finns listade i Catalogue of Life.